# 70 Ophiuchi
70 Ophiuchi – gwiazda podwójna położona w gwiazdozbiorze Wężownika. Tworzą ją dwa pomarańczowe karły należące do typu widmowego K, o obserwowanej wielkości gwiazdowej 4,89m i 6,00m. Jaśniejszy składnik układu jest gwiazdą zmienną typu BY Draconis.

## Układ planetarny
Z układem 70 Ophiuchi wiąże się jedno z najwcześniejszych doniesień o wykryciu planet pozasłonecznych. W.S. Jacob z obserwatorium w Madrasie, należącego do Brytyjskiej Kompanii Wschodnioindyjskiej, stwierdził w 1855 r. na podstawie astrometrii, że w układzie 70 Oph występują anomalie ruchu sugerujące istnienie w nim „ciała planetarnego”. W latach 90. XIX wieku Thomas J.J. See z Uniwersytetu Chicago twierdził, że z występowania tych anomalii wynika, że nieobserwowane, ciemne ciało okrąża jedną z gwiazd tego systemu, z okresem orbitalnym 36 lat. Jednakowoż Forest R. Moulton dowiódł, że układ trzech ciał o takich parametrach orbitalnych byłby niestabilny.
Także w latach 40. XX wieku pojawiło się doniesienie sugerujące istnienie trzeciego ciała, krążącego z okresem 17 lat. Wszystkie te wczesne raporty były mylne, jednak istnienie niegwiazdowych towarzyszy 70 Ophiuchi nie jest całkowicie wykluczone. W 2010 roku obserwacje wskazały dwa takie potencjalne ciała; nie wiadomo jednak, czy są to obiekty fizycznie związane z układem 70 Oph.